# Alfred Lennon
Alfred Lennon (Liverpool, 14 de dezembro de 1912 – Brighton, 1 de abril de 1976) foi o pai do ex-Beatle John Lennon. Passou muitos anos em um orfanato com sua irmã, Edith, depois que seu pai morreu. Era conhecido por ser muito inteligente musicalmente. Ao longo de sua vida, cantava e tocava banjo, não sendo muito confiável. Embora sempre conhecido informalmente como Alf por sua família, mais tarde lançou um disco como Freddie Lennon, e foi referenciado e citado em jornais e meios de comunicação com esse nome.
Casou-se com Julia Stanley em 1938. John foi o único filho que tiveram juntos, mas como Alf estava frequentemente ausente no mar durante a Segunda Guerra Mundial, não viu muito do seu filho durante a infância. Durante este período, Julia ficou grávida de outro homem. Se ofereceu para cuidar de sua esposa, seu filho e o bebê esperado, mas Julia rejeitou a ideia. Tinha muito pouco contato com seu filho até a Beatlemania, quando eles se encontraram novamente. Mas John ainda guardava uma mágoa muito grande, por ter sido abandonado por seu pai ainda novo. Morreu em Brighton, onde tinha ido viver após se casar com Pauline Jones, de 19 anos de idade, com quem teve mais dois filhos.

## Músicas
In My Life é a canção de John sobre sua juventude em Liverpool. Alf respondeu a esta canção gravando o single "That's My Life", e “The Next Time You Feel Important”.